# Laufsport

Läufer beim Stadtmarathon in Salzburg

Der Begriff Laufsport fasst alle Sportarten zusammen, bei denen die natürliche menschliche Laufbewegung, meist auf eine bestimmte Distanz technisch optimiert, im Vordergrund steht. Obwohl es zahlreiche andere Sportarten wie z. B. Schwimmen gibt, deren Ausübung weniger Verschleißgefahr für den Bewegungsapparat bedeutet, ist Laufen aufgrund der Entwicklungsgeschichte eine „natürliche“ Sportart des Menschen.
Im modernen Sport ist Laufen Teil der Leichtathletik und mit zahlreichen Disziplinen bei den Olympischen Spielen vertreten. Auch im Breitensport gibt es zahlreiche Bahnlaufwettbewerbe.

## Geschichte

### Antike

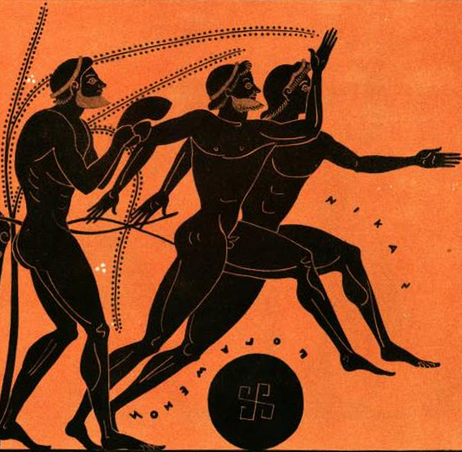
Antikes griechisches Vasenbild

Die ersten historisch belegten Laufsportveranstaltungen gab es im antiken Griechenland. Literarische Erwähnungen finden sich bereits in den homerischen Epen Ilias und Odyssee. Vasenbilder zeigen, dass zum Laufstil beim Sprint – wohl um den Schwung zu erhöhen – ein weites Ausholen mit den Armen gehörte, während man über längere Strecken ähnlich lief wie heute.
Laufwettbewerbe gab es schon bei den antiken Olympischen Spielen, allerdings nur in den kurzen Strecken. Auch wenn es in der Antike die Langstrecke als Botenläufe gab, so wurde im Stadion hin- und hergelaufen, um Überrundungen zu vermeiden.
- Stadionlauf: Die älteste Disziplin, bei der die Teilnehmer einfach einmal längs durchs Stadion zu laufen hatten. Die Distanz war dabei je nach Austragungsort unterschiedlich und reichte von 167 Metern (Delos) bis 192,24 Meter (Olympia). Laut Hippias von Elis war von 776 v. Chr. bis 728 v. Chr. der Stadionlauf der einzige Wettkampf bei den Olympischen Spielen; die einzelnen Olympiaden wurden üblicherweise nach den Stadionsiegern benannt. Entsprechend groß waren die Teilnehmerzahlen, weshalb schon damals Vorläufe erforderlich waren.
- Diaulos: Lauf über die Distanz von zwei Stadien, bei dem die Teilnehmer um einen Pfosten (Kampter) wendeten und zur Startlinie zurückkehrten. Unklar ist, ob es nur einen Kampter für alle Läufer gab (Kollisionsgefahr!) oder ob jeder seinen eigenen hatte.
- Dromos hippios („Pferdelauf“): Ein Lauf über vier Stadien, der zwar nie zum olympischen Programm gehörte, wohl aber zu den ebenfalls bedeutenden Sportfesten in Korinth und Nemea. Die Distanz entsprach etwa der Länge der Pferderennbahn, daher der Name.
- Dolichos: Langstreckenlauf über 7 bis 24 Stadien, je nach Austragungsort. In Olympia waren es 20 Stadien, also 3,84 Kilometer.
- Waffenlauf: Ein Lauf, bei dem die Teilnehmer gewöhnlich in voller Kriegsrüstung, mindestens aber mit Helm und Schild antreten mussten.

### Mittelalter und Neuzeit
Auch im Mittelalter wurden Dauerläufe als Botenläufe organisiert.
Obwohl er seinen Namen von der griechischen Stadt Marathon hat, gab es in der Antike noch keinen Marathonlauf. Er geht vielmehr auf eine Idee von Michel Bréal und Baron de Coubertin zurück, der diese Disziplin bei den ersten Olympischen Spielen der Neuzeit 1896 einführte und damit an die von Plutarch herrührende Sage anknüpfte, wonach ein Bote namens Pheidippides nach der Schlacht bei Marathon 490 v. Chr. die Nachricht vom Sieg über die Perser im Laufschritt nach Athen gebracht habe und nach seiner Ankunft tot zusammengebrochen sei.
Im 19. Jahrhundert setzte sich zunächst in England und den USA der Pedestriantismus als Ultralangstrecke durch. Das Sechstagerennen zu Fuß ging dem Sechstagerennen mit dem Fahrrad voraus. Wer eine Pause machte, war selbst schuld. So wurde durchschnittlich 120 Stunden gelaufen und Strecken über 1000 km waren keine Seltenheit, auch Frauen erreichten Strecken über 600 km. Erst über hundert Jahre später überbot der Grieche Yiannis Kouros die damaligen (durch Hallenbahnen exakt vermessenen) Rekorde.
Eine Renaissance findet im Laufsport in großer Breite jedoch ausgehend von den Vereinigten Staaten seit Mitte der 1980er Jahre in Gestalt von in Zahl und Größe stetig wachsender Straßenlaufwettbewerbe statt. An den Marathonwettbewerben in New York, Berlin, London, Chicago und Boston nehmen Jahr für Jahr jeweils mehrere zehntausend Läufer, vom Weltrekordläufer bis hin zum Gelegenheitsjogger, teil. In den letzten drei Jahrhunderten haben sich ganz unterschiedliche Trainingssysteme für Dauerlauf entwickelt. So entstanden hier durch neue Bewegungen durch etwa Run Clubs flexiblere Angebote, gemeinsam Laufen zu gehen. Der Deutsche Leichtathletik-Verband (DLV) zählte bereits Mitte der 2010er Jahre rund 3.500 Lauf- und Walkingtreffs mit über 2 Millionen Teilnehmern im Bundesgebiet.

## Disziplinen

### Kurzstrecke
Läufe bis 400 Meter werden als Sprint bezeichnet. Dabei werden die Füße nicht komplett abgerollt, der Läufer stößt sich mit den Fußballen mit maximaler Geschwindigkeit ab (Vorfußlaufen). Entscheidend ist die hohe Beschleunigung nach dem Start. Dabei werden besonders die Achillessehnen und die Wadenmuskeln belastet. Üblicherweise kann ein gut trainierter Mensch seine Maximalgeschwindigkeit über ca. 80 Meter halten. Läufe über 100 und 200 Meter werden daher nahezu ausschließlich durch die Schnellkraft entschieden. Die höchste Durchschnittsgeschwindigkeit wird wegen der Startphase beim 200-Meter-Lauf erreicht. Die 400 Meter gelten hingegen als besonders schwierig, da im zweiten Teil der Strecke die Sauerstoffvorräte in den Muskeln aufgebraucht sind, die Geschwindigkeit jedoch gehalten werden muss. Der Läufer wird „blau“ (siehe Azidose).

### Mittelstrecke
Zwischen 800 und 1609 Metern (eine englische Meile) spricht man von Mittelstrecke. Auch diese Distanzen werden mit Sauerstoffunterschuss im anaeroben Bereich und durchgehend mit maximal möglichem Sauerstoffumsatz (VO2max) gelaufen. In diesem Bereich nimmt die Durchschnittsgeschwindigkeit rapide ab. Besonders problematisch ist dabei die Distanz von 800 Metern. Die letzten 400 Meter werden normalerweise ausschließlich im anaeroben Bereich gelaufen. Daraus resultierend kann im Ziel der Kreislauf sehr großen Belastungen ausgesetzt sein. Die Strecke von 1500 Metern läuft sich von der Belastung her ganz anders, im Ziel tritt nicht das mögliche Übelkeitsgefühl von der 800-Meter-Strecke auf.

### Langstrecke
Läufe über 2000 Meter bis 42,195 Kilometer (Marathon) werden als Langstrecke bezeichnet. Bei Läufen dieser Distanz und Dauer wäre es nicht mehr möglich, die Muskelfunktion bei einer Akkumulation von Milchsäure durch Laufen im anaeroben Bereich aufrechtzuerhalten. Der Lauf erfolgt also im „aeroben Bereich“, d. h. die Energieumwandlung (chemisch → kinetisch) in den Muskeln erfolgt vollständig durch Oxidation von zunächst ausschließlich Glucose. Der Blutkreislauf ist in der Lage, alle Verbrennungsprodukte – insbesondere die Milchsäure – abzutransportieren. Bereits nach ca. zwei Minuten wird auch aus Fettmolekülen Energie gewonnen. Der Anteil ist zunächst gering, wächst jedoch stetig und wird im Schnitt nach ca. 90 Minuten Ausdauerbelastung dominierend. Die Glykogenspeicher sind dann aufgebraucht. Zwar hat jeder (normalgewichtige) Mensch ausreichend Fettvorräte, um damit im Prinzip mehrere Marathonläufe hintereinander bestreiten zu können, jedoch kann bei der Fettverbrennung (Lipolyse) im Vergleich zur Glykolyse bei gleichem Sauerstoffumsatz weniger Energie umgewandelt werden. Aus diesem Grund ist es für den Erfolg auf Langstrecken wichtig, die Glykogenspeicher zu vergrößern und sich während des Laufens richtig zu ernähren. Nur dadurch kann eine gleichmäßige Energiezufuhr garantiert werden. Im Weltspitzenbereich wird der Marathon gerade noch mit einem dominierenden Glykolyse-Anteil zu Ende gelaufen. Trotz des allmählichen Anstiegs des Anteils der Lipolyse im Vergleich zur Glykolyse gibt es häufig subjektiv den Eindruck einer plötzlichen Umstellung, der von den Läufern häufig als „gegen die Wand laufen“ oder „dem Mann mit dem Hammer begegnen“ beschrieben wird.

### Ultralangstrecke / Berglauf / Treppenlauf

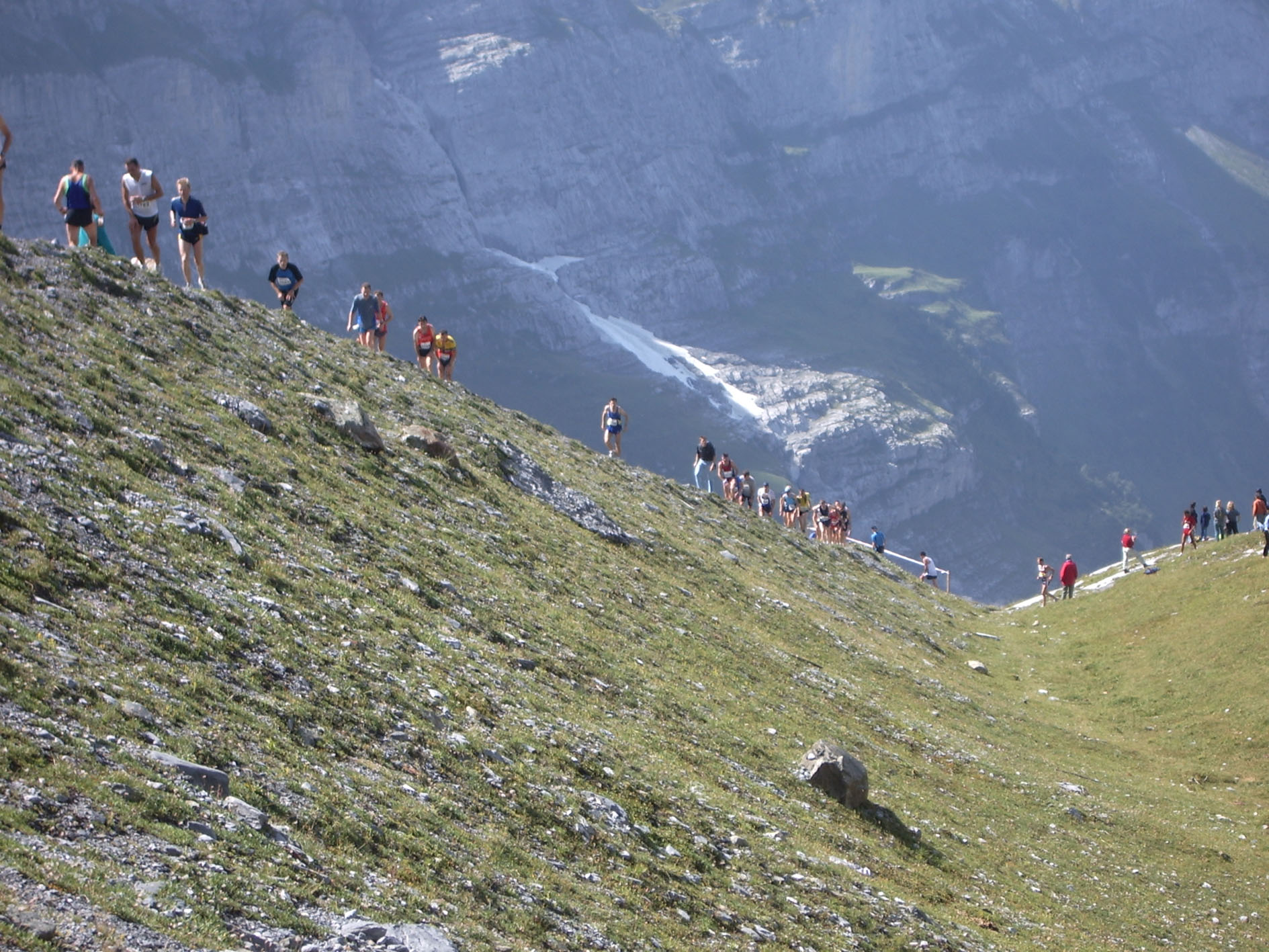
Jungfrau-Marathon 2004 (Eiger Gletscher)

Läufe über größere Distanzen als der Marathonlauf werden als Ultramarathon bezeichnet. Der längste Lauf, bei dem die Stoppuhr während der Nachtruhe nicht angehalten wird, geht über 3100 Meilen (ca. 5000 Kilometer) und dauert 51 Tage (Self-Transcendence 3100 Mile Race). Beliebt ist auch die Ultravariante Bergmarathon (s. vor allem Swiss Alpine Marathon in Davos).
Der Berglauf ist ein Laufwettbewerb mit großen Höhenunterschieden. Typischerweise ist ein Berg oder eine markante Höhe das Ziel des Laufs oder wird vor dem Ziel als Zwischenstation erreicht. Die Strecke verläuft oft auf Wegen und Bergpfaden, mitunter auch auf der Straße.
Beim Treppenlauf werden ebenfalls Höhenunterschiede zurückgelegt.

### Distanzunabhängige Lauftechniken des Breitensports
Neben der Laufstilspezialisierung auf diese Strecken gibt es weniger leistungsorientierte Lauftechniken wie Jogging, bei dem man einen Trab mit kurzen Schritten läuft, was – vor allem bei falscher Lauftechnik wie dem Rückfußlauf – die Knie belasten kann, aber kreislauftechnisch auch über lange Distanzen gehalten werden kann. Walking und Nordic Walking ergänzen als Trendsportarten den Laufsport. Freizeitläufer schließen sich oft in Lauftreffs zusammen.

### Laufsport als Teil von Kombinationssportarten
Laufsport ist Teil von Kombinationssportarten. Läufe auf Kurz- und Mittelstrecke sind Teil des Siebenkampfes und des Zehnkampfes. Ausdauerlaufen auf Langstrecken zwischen 5 Kilometer und Marathon ist Bestandteil des Duathlons, Triathlons und Fünfkampfes. Beim Sommerbiathlon werden im Sprint und Einzelrennen 4 Kilometer (Damen 3 Kilometer), unterbrochen durch zwei Schießeinlagen und im Massenstart und Verfolgung 6 Kilometer (Damen 5 Kilometer), unterbrochen durch vier Schießeinlagen gelaufen. Ebenfalls zentral ist das Laufen für den Orientierungslauf.

### Olympische Disziplinen

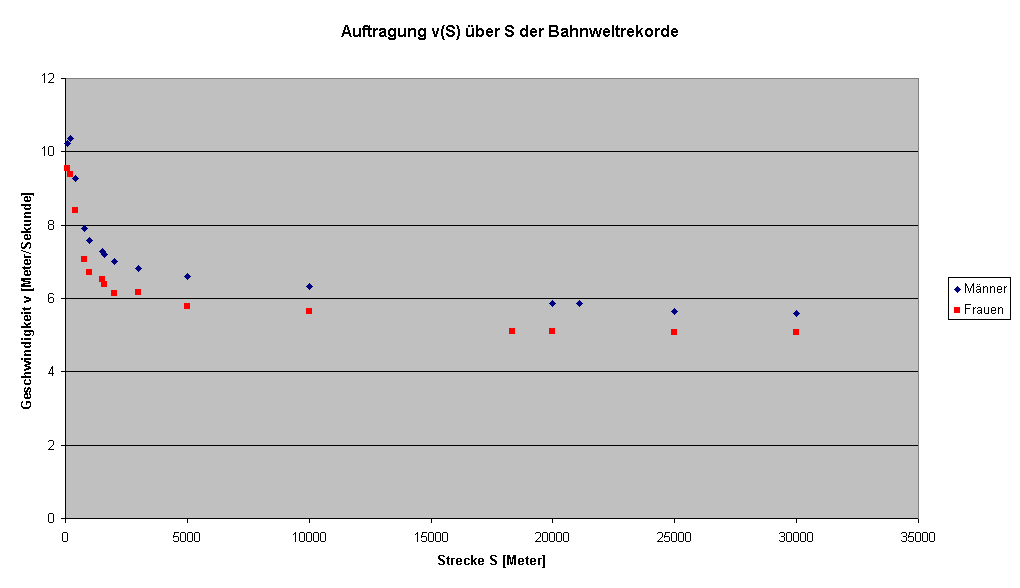
Geschwindigkeiten bei Streckenweltrekorden

- 100 Meter (auch Teil des Zehnkampfes der Männer)
- 200 Meter (auch Teil des Siebenkampfes der Frauen)
- 400 Meter (auch Teil des Zehnkampfes der Männer)
- 800 Meter (auch Teil des Siebenkampfes der Frauen)
- 1500 Meter (auch Teil des Zehnkampfes der Männer)
- 5000 Meter
- 10.000 Meter
- Marathon (wird im Gegensatz zu obigen auf der Straße gelaufen)
- 100 Meter Hürden, nur Frauen (auch Teil des Siebenkampfes der Frauen)
- 110 Meter Hürden, nur Männer (auch Teil des Zehnkampfes der Männer)
- 400 Meter Hürden
- 3000 Meter Hindernislauf (Frauen erst seit 2008)
- 4 × 100-m-Staffel
- 4 × 400-m-Staffel
- 10 Kilometer Straßenlauf als Teil des Triathlons
- 3 Kilometer Geländelauf als Teil des modernen Fünfkampfes

Für die Weltrekorde der einzelnen Disziplinen siehe Leichtathletik-Weltrekorde

## Physiologie
Der Energieumsatz des Körpers beim Laufen liegt in der Größenordnung von 4,2 kJ (= 1 kcal) pro Kilogramm Körpergewicht und pro Kilometer Wegstrecke. Ein 80 kg schwerer Läufer setzt bei 4 min/km (15 km/h) zusätzlich Energie in Höhe von ca. 5.000 kJ/h (= 1.200 kcal/h) um. 70 bis 80 Prozent davon werden in Wärme umgesetzt. Schweiß bzw. Wasser liefert eine Verdunstungskälte von ca. 2.500 kJ/l (= 600 kcal/l), sodass der Läufer ein bis zwei Liter Wasser pro Stunde ausschwitzt. Da der menschliche Körper nur geringe Wassermengen speichern kann, ist beim Laufen auf eine ausreichend hohe Flüssigkeitsaufnahme zu achten. Die Empfehlungen hierzu widersprechen sich deutlich.

## Lauftechnik
Während die Grundtechnik jeder gesunde Mensch beherrscht, fehlen die Grundkenntnisse zur Optimierung der Lauftechnik. Man unterscheidet drei Lauftechniken:
- Rückfußlauf
- Mittelfußlauf
- Vorfußlauf

Der Rückfuß- oder Fersenlauf ist am häufigsten zu beobachten (75 %). Rund 15 % der Läufer haben den ersten Bodenkontakt mit dem Mittelfuß, 10 % mit dem Vorfuß.
Kleine Schritte verringern die Belastungen auf den Bewegungsapparat. Das Drehmoment, das bei jedem Schritt entsteht, wird mit den Armen ausgeglichen. Hält man die Arme starr, muss der Rumpf und damit die Wirbelsäule die Drehbewegung ausgleichen. Durch dicht nebeneinander geführte Füße kann das Drehmoment verringert werden.
Die richtige Aufsetzposition direkt unter dem Körperschwerpunkt ist das wichtigste beim ökonomischen Laufen. Wenn der Fuß an der richtigen Stelle relativ zum Körper aufgesetzt wird, minimiert sich die vertikale Bewegung und die Rückstoßelastizität von Muskeln und Bindegewebe kann effektiv zum Vortrieb genutzt werden. Die Rückstoßelastizität stellt eine wichtige Kraftquelle dar, die ohne zusätzlichen Energieaufwand Vortrieb verleiht.
Ein weiterer wichtiger Aspekt ist die nach innen drehende Bewegung des Fußes bei jedem Schritt (Pronation), was eine natürliche Dämpfungsbewegung darstellt, je nach Fußstellung unterschiedlich stark ausgeprägt ist und bei der Wahl des passenden Laufschuhes berücksichtigt werden sollte, um Verletzungen vorzubeugen.
Daher sind die richtigen Schuhe (Laufschuhe) wichtig für ein effizientes und beschwerdefreies Laufen, wenngleich zwischen 1960 und 1985 einige Laufweltrekorde von barfüßigen Läufern gewonnen wurden.

## Risiken und Nutzen

### Risiken und Fehler
- Der häufigste Fehler beim Laufen ist, den Fuß vor dem Aufsetzen vorzustrecken, um möglichst lange Schritte zu machen. Durch dieses Vorschwingen des Unterschenkels wird viel Energie vergeudet und in vielerlei Hinsicht das Verletzungsrisiko erhöht.[8]
- Schienbeinkantensyndrom

### Positive gesundheitliche Effekte des Lauftrainings
- Gewichtskontrolle
- Stärkung des Herz-Kreislaufsystems
- Kräftigung des Bewegungsapparates
- Psychische Ausgeglichenheit
- Dynamische Belastung der Rückenmuskulatur
- Dehnung des Brustkorbs
- Stärkung des Immunsystems und geringere gefühlte Belastung bei Krankheiten wie Grippe und Erkältung

## Geschwindigkeit in Abhängigkeit von der Distanz

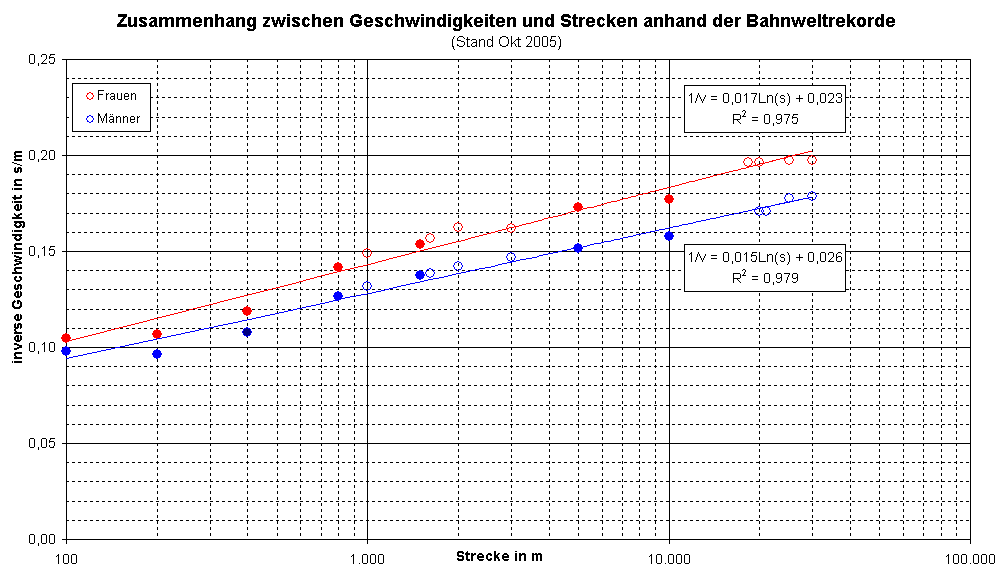
Die Auftragung 1/v über ln(s/m) liegt näher an einer Geradenform. Dies gilt vor allem für die – größer eingetragenen – olympischen Disziplinen.

Laut Peter Riegel kann man die Zeit {\displaystyle t_{2}}, die man bei entsprechendem Training für eine bestimmte Strecke benötigen wird, aus der Zeit {\displaystyle t_{1}} für eine andere Strecke nach der folgenden einfachen Formel berechnen, wobei {\displaystyle s_{1}} die Strecke ist, von der die Zeit bekannt ist und {\displaystyle s_{2}} die neue Strecke. Der Exponent 1,07 ergibt sich aus dem Verlauf der Weltrekorde. Für ein Individuum muss er evtl. angepasst werden. Für einen Sprinter wird er eher größer, für einen Ausdauersportler eher kleiner sein.
{\displaystyle t_{2}=t_{1}\cdot \left({\frac {s_{2}}{s_{1}}}\right)^{1{,}07}}

## Verhältnis zu anderen Sportarten
Viele Mannschaftssportarten (z. B. Fußball, Handball, Basketball und Hockey) erfordern eine Lauftechnik, die zwischen Sprint und Ausdauerlaufen angesiedelt ist.

## Film
- Achim Michael Hasenberg: I Want to Run – Das härteste Rennen der Welt. Kinodokumentarfilm 2012, Zorrofilm München, 92 Minuten